# 加萊停戰協議
加萊停戰協議（英語：Truce of Calais）簽署於英法百年戰爭期間。1347年9月28日由英王愛德華三世和法王腓力六世共同簽署，由教宗克勉六世居中協調。該協議最初訂為九個月後到期，但之後不斷更新，直到1355年才正式結束。

## 背景

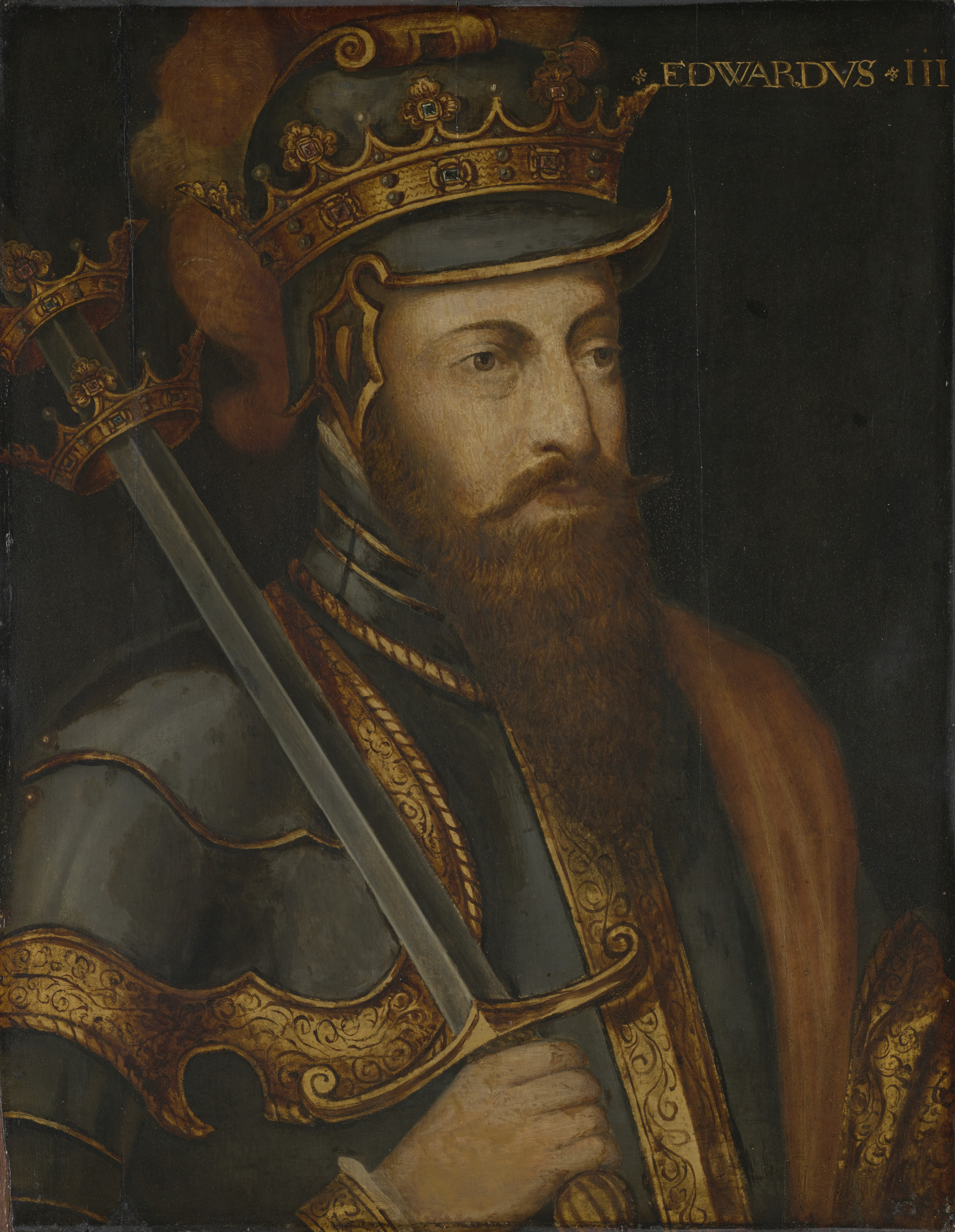
英王愛德華三世

1346年，英王愛德華三世對法蘭西諾曼第發動騎行劫掠行動，並在該年於克雷西會戰大敗法蘭西主力部隊，接著對加萊發動長達11個月的圍城戰，直到1347年8月3日淪陷。圍城戰後，英王將大部分軍隊解散，法王腓力六世以為英軍將要撤兵，便將軍隊也遣散。不料愛德華三世見機又對法蘭西發動一次突襲。法王緊急要將軍隊召回，但因為太過倉促加上法蘭西國庫已空，且法軍已經厭倦看不到結果戰爭，導致重新集結軍隊變得非常困難。另一方面，英王愛德華三世為了籌備整場戰爭使用強硬的手段徵稅，讓國民十分不滿，之後的軍事行動也遭受阻礙。維持戰爭的消耗太大使兩國態度逐漸軟化，願意展開談判。

## 停戰協議

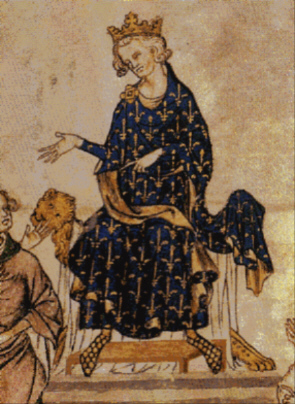
法王腓力六世

自1346年7月以來，教宗克勉六世派遣兩名樞機主教擔任使節嘗試調停兩國的衝突，但一直都沒有結果。直到兩國的軍事與經濟能力消耗殆盡，才願意在1347年9月展開談判，該月28日簽訂停戰協議。這份條約對英格蘭特別有利，承認他們在這次征服戰所佔領的土地。停戰期間是有限的，最初雙方同意9個月的停戰期間，但在1348年11月延長了12個月，1349年5月再度延長。最後終於在1355年正式到期。雖然雙方同意停戰，但兩國在海上的衝突以及封國加斯科涅、布列塔尼地區的代理戰爭卻沒有停歇。1355年協議到期後，兩國再度爆發全面戰爭，直到1360年布勒丁尼條約簽訂才讓兩國有稍長的喘息時間。